# Marius Lindvik
Marius Lindvik, né le 27 juin 1998 à Sørum, est un sauteur à ski norvégien.

## Carrière
Licencié au club de Rælingen, Marius prend part à ses premières compétitions internationales lors de la saison 2014-2015.
Il prend part à sa première manche de Coupe du monde lors de la saison 2015-2016, à Lillehammer où il est 32e. Aux Jeux olympiques de la jeunesse d'hiver de 2016, disputés à Lillehammer, il décroche la médaille d'argent en individuel et dans la compétition mixte de ski nordique. Il est médaillé d'argent par équipes aux Championnats du monde junior 2016.
En janvier 2018, il remporte sa première victoire en Coupe continentale à Titisee-Neustadt puis à Zakopane, il est sélectionné pour sa deuxième manche de Coupe du monde, et y performe en terminant troisième de l'épreuve par équipes et huitième en individuel. Il devient champion du monde junior une semaine plus tard. Lindvik remporte le classement général de la Coupe continentale à l'issue de cette saison.
Il gagne sa première compétition par équipes en Coupe du monde en mars 2019 à Holmenkollen.
Au début de la saison 2019-2020, Lindvik termine deuxième de la compétition individuelle de Ruka, mais est disqualifié en raison d'une combinaison non conforme. Deux semaines plus tard, il se classe troisième de l'épreuve de Coupe du monde disputée à Klingenthal et monte donc sur son premier podium individuel. Sa forme monte encore, Lindvik remportant deux manches de la Tournée des quatre tremplins à Garmisch-Partenkirchen et Innsbruck et obtenant une troisième place à Bischofshofen, qui le place au deuxième du classement de la compétition derrière Dawid Kubacki. Dans la deuxième partie de saison, il monte sur un seul podium à Willingen, mais néanmoins assure son entrée dans le top dix du classement général avec la septième position.
Durant la saison 2020-2021, il est similaire en performances, avec une victoire à Zakopane notamment.

## Palmarès

### Jeux olympiques
| Épreuve / Édition | Individuel     | Individuel                     | Par équipes Grand tremplin | Par équipes mixte Petit tremplin |
| Épreuve / Édition | Petit tremplin | Grand tremplin                 | Par équipes Grand tremplin | Par équipes mixte Petit tremplin |
| JO 2022 Pékin     | 7e             | Médaille d'or, Jeux olympiques | 4e                         | 8e                               |

### Championnats du monde
| Épreuve / Édition | Épreuve / Édition | Planica 2023 | Trondheim 2025 |
| Petit tremplin}   | Petit tremplin}   | 22e          | Or             |
| Grand tremplin    | Grand tremplin    | 15e          | DSQ            |
| Par équipes       | Grand tremplin    | Argent       | Bronze         |
| Par équipes mixte | Petit tremplin    | -            | Or             |

### Championnats du monde de vol à ski
| Épreuve / Édition | Vikersund 2022 | Kulm 2024 |
| Individuel        | Or             | 13e       |
| Par équipes       | Bronze         | 4e        |

### Coupe du monde
- Meilleur classement général : 3e en 2022.
- 2e de la Tournée des quatre tremplins 2020 et Tournée des quatre tremplins 2022.
- 24 podiums en individuel : 8 premières places, 6 deuxièmes places et 10 troisièmes places.
- 11 podiums par équipes : 4 victoires, 3 deuxièmes places et 4 troisièmes places.
- 3 podiums par équipes mixte : 1 victoire et 2 deuxièmes places.
- 1 podium en Super Team : 1 troisième place.

#### Victoires individuelles
| Année     | Lieu |
| 2019-2020 | Garmisch-Partenkirchen (Allemagne), Innsbruck (Autriche)                                                |
| 2020-2021 | Zakopane (Pologne)                                                                                      |
| 2021-2022 | Bischofshofen (Autriche), Zakopane (Pologne), Willingen (Allemagne), Oslo (Norvège), Planica (Slovénie) |

#### Classements généraux annuels
| Année     | Rang |
| 2017-2018 | 41e  |
| 2018-2019 | 44e  |
| 2019-2020 | 7e   |
| 2020-2021 | 10e  |
| 2021-2022 | 3e   |
| 2022-2023 | 20e  |
| 2023-2024 | 8e   |

### Jeux européens
- Médaille d'argent en tremplin normal par équipe mixte aux Jeux européens de 2023

### Championnats du monde junior
- 2016 : 
  -  Médaille d'argent par équipes masculines.
- 2018 : 
  -  Médaille d'or en individuel.
  -  Médaille d'or par équipes mixtes.
  -  Médaille de bronze par équipes masculines.

### Jeux olympiques d'hiver de la jeunesse
- Lillehammer 2016 : 
  -  Médaille d'argent en individuel.
  -  Médaille d'argent par équipes mixtes (ski de fond/saut à ski/combiné nordique).

### Coupe continentale
- Vainqueur du classement général en 2018.
- 10 victoires.

### Grand Prix
- 1 podium.